# شهرستان کلاتسوپ
شهرستان Clatsop (به انگلیسی: Clatsop County) یک منطقهٔ مسکونی در ایالات متحده آمریکا است که در اورگن واقع شده‌است. شهرستان Clatsop ۲٬۸۰۷٫۵۶ کیلومتر مربع مساحت و ۳۷٬۰۳۹ نفر جمعیت دارد.